# 櫻井嘉実
櫻井 嘉実（さくらい よしみ、1984年10月31日 - ）は、ブラジル出身の元プロ野球選手（外野手）。2005年以前の登録名は櫻井 好実（読み同じ）。

## 来歴・人物

### プロ入り前
日本人の父とブラジル人の母の元にブラジルで出生したハーフで、三人兄弟の末子（兄・姉が一人ずつあり）。国籍は当初ブラジルだったが、小学校5年の時に日本（富山県）に一家で移住し、2001年春、富山県立砺波工業高等学校在学中に日本に帰化。
高校通算39本塁打。将来の長距離砲候補として中日ドラゴンズが2002年のドラフト3巡目で指名。

### プロ入り後
2003年のキャンプ、オープン戦で高卒ルーキーながら4番打者で出場して話題になった。
2004年に監督に就任したばかりの落合博満から「右の4番候補」として期待された。
中日入団の同期で同い年の選手に日系ブラジル人の瀬間仲ノルベルトがいたが、瀬間仲は日本語や日本の生活習慣に不慣れで苦労していた為、それらに馴染みかつポルトガル語も解する櫻井が瀬間仲の面倒をみていた。
2006年10月28日に球団から戦力外通告を受けた。その後、12球団合同トライアウトに参加。11月12日から開催された福岡ソフトバンクホークスの入団テストを受験したが不合格となり、現役を引退した。

### 引退後
郷里の富山県で会社員として生活していたが、後に夫人の実家がある沖縄県うるま市に移住。読谷村にある米軍基地トリイステーション内の消防署で消防士となった。なお基地の近くに中日の二軍キャンプ地である読谷平和の森球場があり、2009年のキャンプ中に球場を訪問している。

## 詳細情報

### 年度別打撃成績
- 一軍公式戦出場なし

### 背番号
- 42 （2003年）
- 64 （2004年 - 2006年）

### 登録名
- 櫻井 好実 （さくらい よしみ、2003年 - 2005年）
- 櫻井 嘉実 （さくらい よしみ、2006年）